# Johan Kleberg (personhistoriker)
Henrik Johan Saxo Kleberg, född 8 september 1883 i Lunds stadsförsamling, Malmöhus län, död 4 november 1957 i Hedvig Eleonora församling, Stockholm, var en svensk personhistoriker och heraldiker.

## Biografi
Johan Kleberg var son till kontraktsprosten Oscar Axel Wilhelm Kleberg. Efter mogenhetsexamen vid Lunds katedralskola 1904 blev han 1906 underlöjtnant vid Wendes artilleriregementes reserv och befordrades 1913 till löjtnant och 1921 till kapten. Johan Kleberg var nära vän till Harald Fleetwood och efterträdde 1906 denne som amanuens vid Kulturhistoriska museet i Lund, en tjänst han innehade till 1908. 
Han inskrevs 1908 vid Lunds universitet där han 1911 avlade en kansliexamen. Kleberg tjänstgjorde därefter som extraordinarie tjänsteman i arméförvaltningen från 1911 och extraordinarie tjänsteman i marinförvaltningen från 1916. År 1918 blev han amanuens vid arméförvaltningen och 1921 notarie och bokhållare där. 
Då Harald Fleetwood blev riksheraldiker 1931 gjorde han Kleberg till sin sekreterare. 1948–1949 var han 1:e sekreterare vid Riksheraldikerämbetet, från 1933 ledamot av styrelsen för Genealogiska Föreningen,  ordenshistoriograf 1937–1944, sekreterare i 1939 års fankommitté och konsultativ sakkunnig i frågor av militär heraldisk art 1942–1949.

### Familj
Journalisten Olof Kleberg är Johan Klebergs kusinbarn och företagsledaren Johan Kleberg hans kusinbarnbarn.
Johan Kleberg är begravd på Skogskyrkogården i Stockholm.